# Белов, Иван Михайлович (Герой Советского Союза)
Ива́н Миха́йлович Бело́в (2 [15] июня 1915 — 7 сентября 1941) — советский военный лётчик, участник советско-финской войны (в должности командира звена 5-го смешанного авиационного полка ВВС 14-й армии) и Великой Отечественной войны (в должности заместителя командира 179-го истребительного авиационного полка Западного фронта). Герой Советского Союза (5.02.1940), лейтенант.

## Биография
Родился 2 (15) июня 1915 года в деревне Федосово Старицкого уезда Тверской губернии (ныне Лотошинский район Московской области) в крестьянской семье. Русский. Учился в школе в селе Нововасильевское Лотошинского района Московской области. С 1928 года жил в селе Новая Дуброва. В 1929 году окончил 7 классов школы, в 1933 году — школу ФЗУ. Работал слесарем на комбинате.
В Красной армии с 1935 года. В 1937 году окончил Качинскую военную авиационную школу лётчиков. Служил в строевых частях ВВС.
Участник советско-финской войны 1939—1940 годов в должности командира звена 5-го смешанного авиационного полка.
Отличился при выполнении боевого задания 5 декабря 1939 года в районе населённого пункта Сальмиярви Печенгского района Мурманской области. Истребительная эскадрилья, в составе которой находился И. М. Белов, была встречена сильным зенитным огнём противника. Увлекая за собой других, И. М. Белов устремился на позиции врага и, снизившись до 25 метров, поражал его основные огневые точки. За время боевых действий совершил 10 боевых вылетов на истребителе.
Указом Президиума Верховного Совета СССР от 5 февраля 1940 года за образцовое выполнение боевых заданий командования и проявленные при этом мужество и героизм лейтенанту Белову Ивану Михайловичу присвоено звание Героя Советского Союза с вручением ордена Ленина и медали «Золотая Звезда» (№ 105).
В феврале-ноябре 1940 года учился в Военно-воздушной академии (Монино), но был отчислен. Продолжал службу в строевых частях ВВС (вначале в Заполярье, а с начала июня 1941 года — в Западном военном округе).
Участник Великой Отечественной войны с июня 1941 года в должности заместителя командира 179-го истребительного авиационного полка (Западный фронт). Погиб 7 сентября 1941 года при бомбардировке противником аэродрома в городе Карачев Брянской области.

## Награды
- Медаль «Золотая Звезда» Героя Советского Союза (5.02.1940; № 105)
- Орден Ленина (5.02.1940)